# 20 złotych Ochrona polskiej granicy wschodniej
20 złotych Ochrona polskiej granicy wschodniej – polski banknot kolekcjonerski o nominale dwudziestu złotych, wprowadzony do obiegu 19 lipca 2022 roku, zarządzeniem z 7 lipca 2022 r.

## Awers
Na awersie banknotu zostały zaprezentowane sylwetki funkcjonariusza Straży Granicznej patrzącego przez lornetkę oraz żołnierza Wojska Polskiego trzymającego broń, a także fragment mapy Polski.

## Rewers
Na rewersie banknotu został przedstawiony wizerunek orła ustalony dla godła Rzeczypospolitej Polskiej według wizerunku znajdującego się na polskich słupach granicznch na tle fragmentu mapy Polski oraz śmigłowiec Policji (S-70i Black Hawk) na tle krajobrazu terenów położonych przy polskiej granicy wschodniej.

## Nakład
Polska Wytwórnia Papierów Wartościowych wydrukowała 80 000 banknotów, o wymiarach 150 mm x 77 mm, wg projektu Agnieszki Próchniak.

## Opis
Jest to 14. banknot kolekcjonerski wydany przez PWPW i upamiętnia działania Straży Granicznej, Policji oraz Wojska Polskiego mające na celu ochronę polskiej granicy wschodniej podczas kryzysu migracyjnego na granicy z Białorusią na początku lat 20. XXI wieku.

## Zabezpieczenia
Banknot ma zabezpieczenia takie jak:
- efekt kątowy
- farba zmienna optycznie w zależności od kąta patrzenia
- mikrodruk
- nitka okienkowa
- oznaczenie dla niewidomych
- pasek irydyscentny
- recto-verso
- znak UV
- znak wodny